# 台湾竹叶青蛇
又名 臺灣烙鐵頭。是臺灣特有的蝮蛇科竹叶青蛇属蛇類，主要分佈於全島海拔2,000公尺以上地區，也是臺灣唯一會在海拔逾3,000公尺處活動的蝮蛇，具有出血性毒。
其种加词来源于拉丁文“gracilis”，意为“细长的”。
菊池氏龜殼花是一種小型的蛇類，最大全長不到60公分，外型類似瑪家山龜殼花，唯體型稍微細小。毒性極強，為出血性蛇毒。以兩棲類、蜥蜴及小型哺乳類動物為食，在野外以雪山草蜥及臺灣蜓蜥為主食。胎生，雌蛇一次約可產3至8條幼蛇，初生仔蛇全長約17公分。
分布于臺灣本島，模式標本由菊池米太郎於1918年採集於南投能高山，故名「菊池氏」。棲息地以混生林、針葉林、草原、溪流為主，偏好於箭竹草原、碎石堆、開闊地活動。白天會爬到較開闊的位置曬太陽，夜晚亦有活動紀錄，行動較為緩慢。
菊池氏龜殼花眼後有一淺灰色縱帶，下方有一黑色縱帶，體鱗19~21列。除了頭部鱗片及最外側一排背鱗無稜起之外，背部鱗片皆具鱗脊，體背底色為褐色、灰褐色或紅褐色。頭背部有深色斑由頸部而起，成寬窄交替狀，一直延伸至尾。此外兩側亦各有一條斷續的深色斑由頭部過眼往後延伸，雄蛇於尾部具數條明顯的縱行稜起。
菊池氏龜殼花族群數量少並侷限分佈於中、高海拔山區，數量不多。於觀霧、武陵、雪山線和南到藤枝一帶都曾有紀錄，分佈於陽明山國家公園、雪霸國家公園、太魯閣國家公園、玉山國家公園。目前雪霸國家公園以及太魯閣國家公園之爬蟲類調查報告，皆對菊池氏龜殼花做有詳細觀察記錄。由於高山氣候寒冷，能存活的蛇類種類少，因此菊池氏龜殼花是高山環境代表性的蛇類，為高山箭竹草原環境中的焦點物種，在平衡臺灣高山囓齒類物種的數量上扮演關鍵性角色。

## 保护
本种于2023年被收录入《有重要生态、科学、社会价值的陆生野生动物名录》。

## 延伸閱讀
- Masamitsu Ōshima 1920. Notes on the Venomous Snakes from the Islands of Formosa and Riu Kiu. Annual Report of the Institute of Science, Government of Formosa. 8 (2): 1-99. ("Trimeresurus gracilis sp. nov.", pp. 10–11 + Plate XII, Figures 5 & 6.)
- Er-mi Zhao, and Kraig Adler. 1993. Herpetology of China. Society for the Study of Amphibians and Reptiles (SSAR). Oxford, Ohio. 522 pp. ISBN 978-0916984281.

## 外部連結
- The Reptile Database上的 Trimeresurus gracilis. Accessed 22 2018.

- .   [2018-02-22]. （原始内容存档于2020-01-24）.

Template:Trimeresurus
Template:Squamata families